# Косарев, Сергей Митрофанович
Сергей Митрофанович Косарев (род. 16 апреля 1954 года) — президент Федерации пауэрлифтинга России в 2013 — 2017 годах. 

## Карьера
Заслуженный тренер России по пауэрлифтингу. Работает доцентом Московского авиационного института. Тренирует сборную института.
29 января 2013 года избран на пост Президента ФПР на 2013—2017 годы.